# Prisca (groupe)
Pour les articles homonymes, voir Prisca.
Prisca est un groupe de rock français, originaire de Toulouse, en Haute-Garonne. Formé comme groupe acoustique en 1998, il associe, autour de son chanteur et auteur Mahfoud Bettayeb, une instrumentation variée : accordéon, clarinette, bouzouki, mandore, banjo, contrebasse, et guitares électriques.

## Biographie
Le groupe est formé à l'été 1998 à Toulouse, en Haute-Garonne. Le groupe se fait connaître dans sa ville en se produisant dans les lieux alternatifs et salles de concert comme le Clandé, le Bijou, la Chapelle, et la Cave Poésie. Son répertoire se présente sous la forme d’une galerie de portraits où chaque chanson comporte un prénom dans son titre. Il adopte comme nom celui de « Prisca »[réf. nécessaire].
En 2001, ils sortent leur premier album éponyme, avec la collaboration du guitariste Serge Lopez sur le titre en arabe Goulili. D'autres titres, comme L'Ami ou l'hymne anti-frontiste Le Café des ânes, composé dans la période d’ascension du Front national qui précèdera sa présence au second tour de la présidentielle de 2002, contribuent à attirer un premier public de fidèles. En 2003, le répertoire évolue de façon marquante, avec un son plus rock, des textes et des arrangements plus inspirés. Le groupe est sélectionné comme découverte aux Francofolies de La Rochelle et se lance dans la préparation de son deuxième album, Bastringue, réalisé au studio troglodyte Le Pressoir par François Vachon (Mano Solo, Têtes raides). Le saxophone et trombone de Mano Solo, Yann Jankielewicz, est de la partie[réf. nécessaire].
Entre 2006 et 2009, les concerts se multiplient. Sur les festivals, Prisca partage l’affiche avec Debout sur le zinc, Philippe Katerine, Mon côté punk, Johnny Clegg, Taraf de Haïdouks, les Blérots de R.A.V.E.L., Syrano, et les Hurlements d'Léo. Des tournées sont organisées à l’étranger : en Ukraine (2007), dans les théâtres nationaux et philharmoniques des principales villes (Kiev, Odessa, Kharkov, Donetsk, Lviv, Dnipopetrovsk) et au conservatoire de Kryvy Rig (où a été formé l'accordéoniste Guennadi Kopeika) ; en Roumanie (2007), dans le cadre du programme de la Fête de la musique ; en Autriche et Hongrie (2008), dans le cadre de la Semaine de la francophonie ; à Saragosse (2008), dans le cadre de l’Exposition internationale ; en Afrique de l'Ouest (2009), pour une série de concerts dans les instituts et alliances françaises du Sénégal, de Gambie et de Mauritanie associée à une résidence de création avec des musiciens gambiens à Banjul[réf. nécessaire].
En 2014, après une pause de deux ans, le groupe retourne à la scène et sort son troisième album studio, Tas de ferraille,,, qui prend un virage plus mélodique. Les arrangements sont colorés de sonorités ramenées de la tournée africaine de 2009. On y entend de la kora, du balafon, une litanie en mandingue déclamée par le Gambien Tul Bero (Kelè), une reprise de Potemkine de Jean Ferrat, une berceuse peuplée de voix d'enfants (Tas de ferraille), ainsi que trois duos : avec Leny Escudero, sur La Guerre, Christian Olivier, des Têtes raides, sur On est, et Fabien Bœuf, sur Pas un mouton.

## Membres
- Mahfoud Bettayeb — chant
- Guennadi Kopeika — accordéon
- Sébastien Porte — clarinette, chœurs
- Pierre Bertrand — guitare, bouzouki, mandoline
- Virgile Groetzner — contrebasse
- Franck Zurano — batterie
- Jean-Philippe Hauray — son

## Discographie

### Albums studio
- 2001 : Prisca (Willing / Mosaic Music)
- 2006 : Bastringue (Productions Spéciales)
- 2008 : On a lavé nos langues sales - en concert (Mosaic Music)
- 2014 : Tas de ferraille (PIAS, WTPL)

### Compilations
- 2001 : Toulouse en scène (Mosaïc Music)
- 2002 : Chansons du bout de la nuit (Wagram)
- 2003 : Nouvelle scène (Mosaïc Music)
- 2005 : Nouvelle guinche (Productions spéciales)
- 2006 : Toulouse en chanson (Mosaïc Music)